# Génie de la Victoire
Le Génie de la Victoire (ou Génie victorieux et initialement Victoire) est une sculpture du peintre et sculpteur italien de la Renaissance Michel-Ange, conservée aujourd'hui au Palazzo Vecchio à Florence, exposée dans le Salon des Cinq-Cents.

## Histoire
Cette statue faisait partie du troisième contrat (de 1532) du projet colossal inabouti  du Tombeau de Jules II. À la mort de Michel-Ange, l'œuvre resta dans un atelier florentin de la via Mozza. Daniele de Volterra proposa que cette sculpture fut utilisée pour la sépulture de l'artiste. Le neveu de Michel-Ange, sur suggestion de Vasari, la donna au duc Cosimo 1re. Elle fut placée dans le prestigieux salon du Cinquecento où elle resta jusqu'en 1868, date où elle fut transférée au Musée national du Bargello.

## Description
Cette Victoire est incarnée  par un éphèbe athlétique glabre terrassant un vieillard ramassé, barbu ; une œuvre maniériste dépassant l'allégorie par l'expression de l'innocence alliée à celle de l'athlète.